# باشگاه فوتبال فنلو
باشگاه فوتبال فنلو (هلندی: VVV-Venlo) یک باشگاه فوتبال حرفه‌ای است که در شهر فنلو هلند پایه‌گذاری شده‌است. این باشگاه در سال ۱۹۰۳ تأسیس شده‌است.